# Bulgarije op het Eurovisiesongfestival 2006
Bulgarije deed mee aan het Eurovisiesongfestival 2006 in Athene. Het was de tweede deelname van het land op het Eurovisiesongfestival. BNT was verantwoordelijk voor de Bulgaarse bijdrage voor de editie van 2006.

## Nationale finale
De nationale finale werd gehouden op 11 februari 2006.
Eerst was er een halve finale die gehouden werd op 25 februari 2006. 
In totaal deden 12 liedjes mee aan deze finale en de winnaar werd gekozen door televoting.
| №  | Lied                      | Artiest                        | % televoting | Plaats |
| -- | ------------------------- | ------------------------------ | ------------ | ------ |
| 1  | "Karmic Love"             | Stoyan Zakhariev               | 3,37%        | 9de    |
| 2  | "Let me Live Again"       | Vesela Boneva                  | 7,36%        | 5de    |
| 3  | "Let me Cry"              | Mariana Popova                 | 24,05%       | 1ste   |
| 4  | "Wish"                    | Neda Karova & Da               | 3,67%        | 8ste   |
| 5  | "Trust Yourself"          | Sonya Todorova                 | 0,89%        | 11de   |
| 6  | "Shte te zapalya"         | Ani Lozanova                   | 1,30%        | 10de   |
| 7  | "Every Dream at Night"    | Ivailo Kolev                   | 20,40%       | 3de    |
| 8  | "Next to You"             | Mastilo                        | 20,47%       | 2de    |
| 9  | "That’s Me"               | Vesela Boneva and Plamen Patov | 5,08%        | 6de    |
| 10 | "Love That You Can’t See" | Melody Traffic                 | 8,61%        | 4de    |
| 11 | "A Matter Of Time"        | GEPPY                          | 3,96%        | 7de    |
| 12 | "All This Time"           | Big Mama Scandal               | 0,84%        | 12de   |

## In Athene
In Griekenland nam Bulgarije deel aan de halve finale als 2de net na Armenië en Slovenië. Op het einde van de avond bleek dat men niet naar de finale mocht, en later bleek dat men op een 17de plaats was geëindigd met 36 punten.
België en Nederland hadden geen punten over voor deze inzending.

### Gekregen punten

#### Halve Finale
| 12 punten | 10 punten   | 8 punten           | 7 punten | 6 punten             |
| --------- | ----------- | ------------------ | -------- | -------------------- |
|           |             | - Albanië - Cyprus |          | - Noord-Macedonië    |
| 5 punten  | 4 punten    | 3 punten           | 2 punten | 1 punt               |
| - Spanje  | - Frankrijk | - Griekenland      |          | - Portugal - Turkije |

### Punten gegeven door Bulgarije

#### Halve finale
Punten gegeven in de halve finale:
| 12 punten | Rusland               |
| 10 punten | Bosnië en Herzegovina |
| 8 punten  | Armenië               |
| 7 punten  | Finland               |
| 6 punten  | Litouwen              |
| 5 punten  | Noord-Macedonië       |
| 4 punten  | Zweden                |
| 3 punten  | Oekraïne              |
| 2 punten  | Cyprus                |
| 1 punt    | Turkije               |

#### Finale
Punten gegeven in de finale:
| 12 punten | Griekenland           |
| 10 punten | Rusland               |
| 8 punten  | Armenië               |
| 7 punten  | Bosnië en Herzegovina |
| 6 punten  | Noord-Macedonië       |
| 5 punten  | Finland               |
| 4 punten  | Turkije               |
| 3 punten  | Oekraïne              |
| 2 punten  | Roemenië              |
| 1 punt    | Litouwen              |

2005 · 2006 · 2007 · 2008 · 2009 · 2010 · 2011 · 2012 · 2013 · 2014-2015 · 2016 · 2017 · 2018 · 2019-2020 · 2021 · 2022 · 2023-2025